# Roadsinger
Roadsinger (To Warm You Through the Night) ist das zweite Studioalbum des Sängers und Songwriters Yusuf, vormals Cat Stevens.

## Geschichte
Das dreizehnte Studioalbum von Yusuf erschien im Mai 2009. Das Album klingt akustischer als das Vorgängeralbum An Other Cup und ähnelt im Sound früheren Werken wie Mona Bone Jakon, Tea for the Tillerman oder Teaser and the Firecat, die er unter dem Künstlernamen Cat Stevens in den Jahren 1970/71 aufgenommen hatte.
Das nur auf der Deluxe Edition enthaltene Stück Boots and Sand behandelt humoristisch seine von den Behörden verweigerte Einreise in die USA (und die folgende Abschiebung) im September 2004; Hintergrundsänger bei diesem Titel waren Paul McCartney und Dolly Parton.
Die DVD enthält weiterhin ein Interview mit Cat Stevens und Alun Davies, das überwiegend den Zeitraum zwischen 1966 und 1978 umfasst; Anlass war das 50-jährige Jubiläum von Island Records, Cat Stevens/Yusufs früherem (zwischen 1970 und 1978) und seit 2009 wieder aktuellem Label.
Im März 2009 wurde Thinking ’Bout You als Downloadsingle veröffentlicht; im Juli 2009 erschien Roadsinger / Boots & Sand als 7"-Vinylsingle.
Das Album erreichte in den deutschen Charts Platz 9, in Großbritannien Platz 10 und in den USA Platz 41.
Auf dem Album-Cover ist ein von dem deutschen Künstler Klaus Voormann gestalteter VW-Bus zu sehen.

## Titelliste
Alle Songs wurden von Yusuf geschrieben.
1. Welcome Home
2. Thinking ’Bout You
3. Everytime I Dream
4. The Rain
5. World O’ Darkness
6. To Be What You Must
7. This Glass World
8. Roadsinger
9. All Kinds of Roses
10. Dream On (Until …)
11. Shamsia

## Deluxe Edition
Die Deluxe Edition enthält eine weitere DVD mit folgenden Inhalt:
1. Boots And Sand (Video)
2. Peacetrain Blues (Video)
3. 30 Minute Filmed Interview (Interview mit Yusuf und Alan Davies)
4. 1963 VW Van Makeover

## iTunes-Bonustracks
1. All Kinds of Roses (Redroom Session)
2. The Wind (Redroom Session)
3. Wild World (Redroom Session)

## Limited 2 A-Side Single Vinyl
1. Roadsinger
2. Boots and Sand